# 堺市立中百舌鳥中学校
堺市立中百舌鳥中学校（さかいしりつ なかもずちゅうがっこう）は、大阪府堺市北区にある公立中学校。
地域の生徒数増加により、従来の堺市立陵南中学校と堺市立東百舌鳥中学校の校区を再編する形で、1980年に開校した。

## 沿革
- 1980年4月1日 - 堺市立中百舌鳥中学校として開校。
- 1980年6月25日 - プール完工。
- 1982年2月6日 - 校歌制定。

## 通学区域
- 堺市立中百舌鳥小学校の通学区域全域。
- 堺市立白鷺小学校の通学区域の一部。

堺市北区 中百舌鳥町1-6丁、百舌鳥梅町3丁。
堺市東区 白鷺町1丁・2丁、白鷺町3丁17街区（1号を除く）・18街区。

## 交通
- 南海高野線 白鷺駅 南西400m。
- 南海高野線・泉北線・Osaka Metro御堂筋線 中百舌鳥駅 南東へ約1.2km。